# Alfredo Astudillo
Alfredo Astudillo Sieman; (Tocopilla, 25 de diciembre de 1909- Santiago, 31 de julio de 1970) fue un obrero y dirigente comunista chileno. 
Se desempeñó desde su juventud como trabajador salitrero, cargador en Tocopilla y minero en la mina Toldo de Gatico.
Fue dirigente del sindicato minero y más tarde de la Federación Nacional Minera.
Militó en el Partido Comunista desde 1930; se destacó como secretario del Comité Local de Tocopilla desde 1932.
Fue elegido Diputado por la 2ª agrupación departamental correspondiente a las comunas de Antofagasta, Tocopilla, El Loa y Taltal (1941-1945), integró la comisión permanente de Gobierno Interior y la de Industrias.
Tras su labor parlamentaria, se dedicó a trabajar como comerciante en la zona de Aconcagua. En 1970 fue dirigente del Comité Regional Norte del Partido Comunista de Santiago e  integró la Comisión de Control y Cuadros.